# سكوت ماكليود
سكوت ماكليود هو لاعب هوكي الجليد كندي، ولد في 17 مايو 1959 في فانكوفر في كندا.

## وصلات خارجية
- سكوت ماكليود على موقع دوري الهوكي الوطني (الإنجليزية)
- سكوت ماكليود على موقع EliteProspects.com (الإنجليزية)
- سكوت ماكليود على موقع HockeyDB.com (الإنجليزية)